# Зоран Димитријевић
Зоран Димитријевић Чава (Београд, 28. август 1962 — Нант, 13. септембар 2006) био је југословенски фудбалер. У Југославији је играо за Партизан, Спартак из Суботице и Динамо Загреб, а након тога је играо у Француској, уз кратку епизоду у САД. Играо је фудбал од 1975. до 1996.
Чава Димитријевић је за Партизан играо у генерацији са Манцеом, Варгом и Живковићем и представљао је будућу окосницу тима који се градио. Одиграо је укупно 415 утакмица и постигао 142 гола. Од тога 199 првенствених утакмица и постигао је 59 прволигашких голова.

## Каријера
Зоран Димитријевић је рођен 28. августа 1962. године у Булбулдеру на Звездари, делу Београда, и са 13. година је дошао у Партизан. У Партизану је прошао све селекције, од петлића до првог тима. За први тим Партизана је дебитовао са деветнаест година, 26. септембра 1981, на првенственој утакмици против мостарског Вележа на стадиону ЈНА у Београду.
После једанаест сезона проведених у Партизану, кратке епизоде у Америци, где је играо за КМФ Канзас Сити Кометс и титуле у Другој лиги освојеној са Спартаком, Чава Димитријевић је 1987. на наговор Мирослава Ћире Блажевића прешао у Динамо. Своју прву званичну утакмицу за Динамо Чава је одиграо опет против Вележа, али овај пут на Максимиру у Загребу. Динамо је победио са 3:1 а Чава је у новинама за своју игру оцењен са десетком. Ћирo Блажевић је почео да гради европски Динамо, па му је био потребан фудбалер Чавиних могућности. Ћирo Блажевић је успео у својој намери. После пет година поста, успео је са Чавом Димитријевићем у тиму, да изведе Динамо у Европу. За кратко време Чава је постао љубимац Динамових навијача.
Пад фудбалске продуктивности Чаве Димитријевића у Динаму, обележио је одлазак Ћире Блажевића са кормила и долазак Скоблара. Чава је све мање играо и све више имао проблема са пићем. Да би направио какву такву промену Чава 1989. године одлази у ФК Дижон, Француска.
После Дижона, прелази у Нант али је ту доживео тешку саобраћајну несрећу и тиме дефинитивно прекида фудбалску каријеру. Где је Чава стао, ту је наставио његов син Милош Димитријевић, који је играо у Црвеној звезди и био је на списку репрезентације Србије, међутим доживео је повреду.

## Смрт
Преминуо је 13. септембра 2006. у 45. години, у Нанту. Сахрањен је на Новом гробљу у Београду. Године 2020. по Димитријевићу је названа улица у београдском насељу Умка.

## Највећи успеси (као играч)

### Партизан
- Првенство Југославије (1) : 1982/83.

### Спартак Суботица
- Друга лига Југославије (1) : 1985/86.

## Играчка статистика у ФК Партизан
Статистика Чаве Димитријевића са Партизановог званичног клупског сајта
| Такмичење                      | Број утакмица | Број голова |
| ------------------------------ | ------------- | ----------- |
| Првенствене                    | 61            | 5           |
| Интернационалне                | 10            | 1           |
| Пријатељске                    | 104           | 32          |
| Куп Југославије                | 5             | 2           |
| Куп европских шампиона         | 4             | 2           |
| Куп УЕФА                       | 5             | 0           |
| Отворено првенство Југославије | 2             | 1           |
| Првенство београдске лиге      | 3             | 0           |
| Београдски турнир              | 4             | 0           |
| Трофеј "Марјан"                | 2             | 0           |
| Турнир у Скопљу                | 1             | 0           |
| Турнир у Вијаређу              | 4             | 0           |
| Укупно                         | 205           | 43          |